# ۶۹۸ (میلادی)
۶۹۸ (میلادی) ششصد و نود و هشتمین سال تقویم میلادی است.

## درگذشتگان
‎